# 伊瀨結陸
伊瀨結陸（日语：／ Ise Yuuri，2002年11月2日—）是日本男聲優，隸屬於VIMS。

## 經歷
- 日本播音演技研究所出身[1]。

## 人物
- 興趣：散歩、火車旅行、歌唱
- 特長：網球
- 資格：英檢2級

## 演出作品
※粗體字為主要角色。

### 電視動畫
2021年
- 龍族拼圖（自動聲）
- 遊戲王SEVENS（咕嚕咕嚕／葛瓦·遊牙）
- RE-MAIN（國本、學生、六花學園控制選手4號）
- 月與萊卡與吸血公主（斯傑潘·萊維茨基）

2022年
- 擅長捉弄人的高木同學3（學生B）
- 足球風雲 Goal to the Future（羽澤康太、中条學）
- 龍族拼圖（ハヌーク）
- 4個人各自有著自己的秘密（井上）

2023年
- 不當哥哥了！（學生A）
- TechnoRoid 超越意志（健二）
- 關於我在無意間被隔壁的天使變成廢柴這件事（男學生）
- 和山田談場Lv999的戀愛（學生）
- 我內心的糟糕念頭（男學生）
- 堀與宮村 -piece-（男學生B）
- 卡片戰鬥！！先導者 will+Dress（觀眾）
- 七魔劍支配天下（男學生C）
- 川越男子歌唱團（日向進[2]）

2024年
- 休假的壞人先生（組織員C）
- 反派千金等級99～我是隱藏頭目但不是魔王～（男學生、邁魯茲）
- 黑執事 寄宿學校篇（學生）
- 異世界自殺突擊隊（被抓的精靈）

2025年
- 一兆＄游戏

### 遊戲
2021年
- 偶像大師 SideM GROWING STARS（天峰秀）

2022年
- 夢職人與無法忘懷的黑妖精（プラチナ）
- 怪物彈珠（2022年 - 2024年 斯諾雷、忉威＆哉里莎〈哉里莎〉、南馬都爾）

## 外部連結
- 事務所官方簡歷 （页面存档备份，存于）

1. 1 2  . ヴィムス.   [2021-12-20]. （原始内容存档于2022-05-20）.
2. ↑  . Comic Natalie. 2023-03-01  [2023-03-01]. （原始内容存档于2023-03-08） （日语）.